# Bercianos del Páramo
Bercianos del Páramo est une commune d'Espagne dans la province de León, communauté autonome de Castille-et-León. Elle s'étend sur 35,09 km2 et comptait environ 682 habitants en 2011.